# ミクニ (不動産会社)
株式会社ミクニは、福岡県北九州市に本社を置く不動産会社。デベロップメント事業、プロパティ管理事業、賃貸仲介事業、売買仲介事業を展開している。

## 沿革
- 1981年（昭和56年） - 「みくに産業株式会社」として設立。
- 1982年（昭和57年） - 三井不動産販売株式会社特約代理店契約。
- 1990年（平成2年） - 株式会社シティコート（現・ワールドミクニ）設立。九州北部リハウス株式会社設立。
- 1999年（平成11年） - 特定非営利活動法人（NPO法人）グリーンハウジング設立。
- 2000年（平成12年） - ふくろうの家工房株式会社設立。
- 2002年（平成14年） - ガーデンヴィレッジ平尾台竣工。（2003年 第3回北九州都市景観賞、2004年 都市景観大賞「美しいまちなみ賞」特別賞）
- 2005年（平成17年） - JONAI TOWER竣工。
- 2007年（平成19年） - ガーデンヴィレッジ若葉竣工。
- 2010年（平成22年） - MOJI MID AIR竣工。
- 2013年（平成25年） - M'sコーポレーション株式会社設立。
- 2014年（平成26年） - ワールドホールディングスの傘下に入る。
- 2016年（平成28年） 
  - 4月 - 社名を「株式会社ミクニ」に変更。
  - 12月 - 北九州スタジアムのネーミングライツスポンサーに選定され、「ミクニワールドスタジアム北九州」の愛称に決定。
- 2017年（平成29年）3月 - ミクニワールドスタジアム北九州南側2階にミクニブース「392 COLORFUL STUDIO」開設。
- 2018年（平成30年） 
  - 4月 - M'sコーポレーションを「エムズワールド株式会社」に社名変更。
  - 8月 - レジデンシャル武蔵ケ丘竣工[注釈 1]。

## グループ会社
- ワールドインテック (人材・教育)
- ワールドレジデンシャル (不動産)
- ニチモリアルエステート (不動産)

ほか多数。

## 広告活動
CM
- 2016年3月より「不動産のその先の人生を考える」をキャッチフレーズに九州圏にてCMを展開。俳優の六平直政を起用。

命名権
- ギラヴァンツ北九州のホームスタジアムとなる「北九州スタジアム」の命名権を取得し、「ミクニワールドスタジアム北九州」の名称で使用する。

ラッピング広告
- 北九州モノレール - ラッピング車両「ミクニ号」走行開始。
- 西鉄バス - ラッピング車両「ミクニ号」走行開始